# Flodder (mediafranchise)

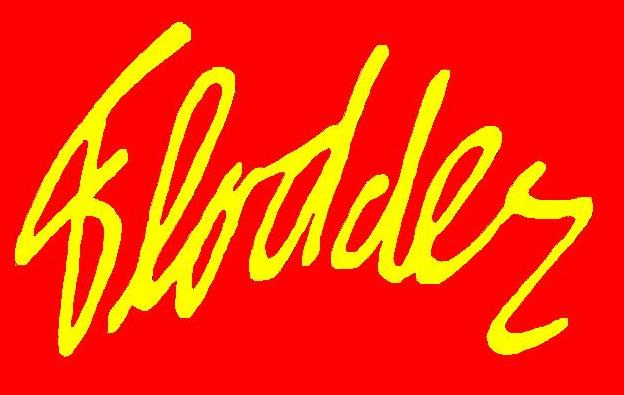
Flodder

Flodder is een mediafranchise bestaande uit drie films en een televisieserie van vijf seizoenen met 62 afleveringen, die draait om de gelijknamige fictieve familie. De franchise is bedacht door Dick Maas en geproduceerd door het inmiddels failliete filmbedrijf First Floor Features.
De franchise kan men zien als een satire op de Nederlandse welvaartsstaat en de politieke correctheid. De naam Flodder heeft een dubbele betekenis. Enerzijds verwijst deze naar de erbarmelijke 'flodderige' staat van het huishouden, anderzijds naar de term 'losse flodder'. Net zoals een losse flodder maakt de familie een hoop kabaal maar is deze relatief onschuldig. Uiteindelijk zijn immers de werkelijke boosdoeners die over de schreef gaan personen van buiten de familie.

## Media
| Titel               | Medium         | Jaar                 |
| ------------------- | -------------- | -------------------- |
| Flodder             | Bioscoopfilm   | 1986                 |
| Flodder in Amerika! | Bioscoopfilm   | 1992                 |
| Flodder             | Televisieserie | 1993-1995, 1998-1999 |
| Flodder 3           | Bioscoopfilm   | 1995                 |

## Stripboeken
De stripboeken zijn nieuwe, oorspronkelijke verhalen geschreven door Dick Maas en Wijo Koek. Hiernaast verscheen in 1992 een stripbewerking van de film Flodder in Amerika!.
| Titel                                  | Jaar |
| -------------------------------------- | ---- |
| Het mysterie van de dode blondjes      | 2015 |
| Dochter Kees en de opgewonden standjes | 2017 |

## Hoofdrollen
| Personage                   | Acteur/actrice                 | Periode    |
| --------------------------- | ------------------------------ | ---------- |
| Ma Flodder                  | Nelly Frijda                   | 1986-1999  |
| Johnnie Flodder             | Huub Stapel                    | 1986, 1992 |
| Johnnie Flodder             | Coen van Vrijberghe de Coningh | 1993-1999* |
| Zoon Kees Flodder           | René van 't Hof                | 1986, 1992 |
| Zoon Kees Flodder           | Stefan de Walle                | 1993-1999  |
| Dochter Kees Flodder        | Tatjana Šimić                  | 1986-1999  |
| Jacques "Sjakie" van Kooten | Lou Landré                     | 1986-1999  |
| Opa Flodder                 | Jan Willem Hees                | 1986       |
| Opa Flodder                 | Herman Passchier               | 1993-1999  |
| Henkie Flodder              | Horace Cohen                   | 1986       |
| Henkie Flodder              | Melle de Boer                  | 1992-1993  |
| Henkie Flodder              | Sander Swart                   | 1994-1995  |
| Henkie Flodder              | Rogier van de Weerd            | 1998-1999  |
| Toet Flodder                | Nani Lehnhausen                | 1986       |
| Toet Flodder                | Mandy Negerman                 | 1992-1993  |
| Toet Flodder                | Scarlett Heuer                 | 1994-1995  |
| Toet Flodder                | Djune-Ann van Asten            | 1998-1999  |

(*)postuum

## Hoofdpersonen

### Ma Flodder
Ma Flodder is de vrouw des huizes en loopt vaak in een bloemetjes jasschort en rubber laarzen. Haar voornaam Geertruida wordt door bijna niemand gebruikt. Haar kinderen noemen haar "Ma" en anderen spreken haar aan met "Mevrouw Flodder". Als de buren het over Mevrouw Flodder hebben spreken ze vaak over "dat mens van Flodder".
"Ma" is de gevaarlijkste van de familie. Ze is nooit bang, trekt zich nergens wat van aan, negeert zo veel mogelijk, heeft een chagrijnige uitstraling, is streng, kalm en beheerst, maar uiterst gewelddadig als het erop aankomt. Ze kookt de meest bizarre gerechten, vaak bestaande uit etensrestjes van de afgelopen dagen. Als ze de hond te eten geeft eet ze er zelf ook van, zoals te zien is in de eerste film. Hoewel ze een kreng lijkt, houdt ze diep in haar hart ontzettend veel van haar kinderen. Ma loopt altijd op laarzen en heeft een dikke sigaar in haar mond. Ze is dol op sterke drank en dan voornamelijk whisky (uit de winkel of haar zelfgestookte). In de aflevering Blauw bloed blijkt dat ze absoluut niet tegen sherry kan. In de aflevering Vrijdag de 13e blijkt dat Ma, net als de rest van de familie, een grote fan is van smartlappenzanger Harco Sorbato. In de aflevering De verjaardag blijkt Ma jarig te zijn op 30 april. Ze is gescheiden, maar heeft vijf echtgenoten gehad, met wie ze steeds één kind kreeg. In de aflevering Blauw bloed wordt onthuld dat Ma haar echte ouders niet gekend heeft, maar te vondeling was gelegd. In deze aflevering blijkt Ma vermoedelijk afkomstig te zijn uit de adellijke familie Floddeur.

### Johnnie Flodder
Johnnie is de oudste zoon. Hij heeft een blonde kuif, is gespierd, draagt een roodleren jack en slangenleren laarzen en heeft een tatoeage op zijn arm. Hij heeft daarnaast een vlotte babbel (hij lacht vooral om zijn eigen grappen). Kortom, de "snelle jongen" die goed zijn mondje kan roeren bij zowel de vrouwen als bij zijn vrienden en bij diverse bendes waarmee hij vaak in aanraking komt voor karweitjes of conflicten. Van Johnnies vader wordt in de eerste film een oude foto getoond, die bij de verhuizing nog onder het bed van Ma bleek te liggen. Uit de aflevering In de ring blijkt dat Johnnies vader een straatvechter was, die het klappen uitdelen echter vooral van Ma geleerd had.
Johnnie is verzot op geld en grijpt elke klus/kans met beide handen aan om het te kunnen verdienen. Hij zit vol met ideeën en heeft één grote trots: zijn originele roze Chevrolet Caprice Classic cabriolet uit 1973, waar hij niet zonder kan. Niemand anders mag er ook maar gebruik van maken. Hij rijdt en vlucht ermee op en neer en staat bijna elke dag aan het ding te sleutelen. Hij wil altijd gelijk hebben en geeft niet snel toe. Bij een eventueel geschil met zijn moeder heeft zij echter het laatste woord.
Samen met zijn broer Kees (en soms ook zijn zus Kees) is Johnnie vaak te vinden in Café Joop (vanaf seizoen 4 onder de naam Koffiehuis Piet en Ria), een onguur café in de stad. Hier komt hij vooral om dames te versieren en om zaken te bespreken met Hennie of Kareltje. Johnnie staat vrijwel altijd in de schuld bij de barkeeper.

### Zoon Kees Flodder
Kees is de middelste zoon en is niet bepaald de slimste. Hij is slungelig, heeft slordige kleding, losse veters en is naïef, kinderlijk, een mislukte rokkenjager, onbenullig en moeilijk door over sommige eenvoudige kwesties vreselijk lang door te piekeren. Hij begluurt graag meisjes op de tennisbaan of bloot onder de douche, wat tot groot ongenoegen leidt van hun mannelijke minnaars. Ook is hij onbeschoft en ongemanierd. Hij krijgt daarom ook vaak een bloedneus of blauw oog te verduren.
Hij wil graag in de voetsporen van zijn grote broer treden, maar komt daardoor, tijdens zijn pogingen om ook interessant te doen, alleen maar dommer over. Kees mag wel steeds helpen met alle klusjes en hij mag mee naar de spannende, zakelijke gesprekken met de grote bazen in het café.
Kees en zijn zusje Kees doen regelmatig hun naam eer aan door samen te 'kezen'. Dat is met name te zien in de eerste film (van nou af aan slaapt iedereen weer in z'n eigen nest), en in Flodder in Amerika! wordt erop gezinspeeld: Als de twee samen naar het toilet zijn in het vliegtuig verzucht Ma Flodder: Krijgen we dat gesodemieter nou ook al in het vliegtuig?. Hoewel Kees in met name de eerste film vooral de rol van een mislukte versierder en viespeuk vervulde, werd hij in de tweede film al meer als domme knoeier neergezet. In beide films werd hij gespeeld door René van 't Hof. In de televisieserie en derde film werd hij veel meer karikaturaal gespeeld door de aanzienlijk langere Stefan de Walle, waarbij er veel meer nadruk gelegd werd op zijn kinderlijke domheid. Zo werd op den duur duidelijk dat hij pas begon te praten toen hij 12 jaar was en dat hij nog in Sinterklaas gelooft.

### Dochter Kees Flodder
Deze vrouwelijke Kees is de oudste dochter en een typisch voorbeeld van een dom blondje, maar wel beeldschoon. Haar grootste hobby is kleding kopen, maar ze ligt het liefst de hele dag in een bikini in de tuin te zonnebaden. Ze wordt vaak als geheim wapen ingezet bij operaties waarbij de tegenstander, of gewoon een onschuldig slachtoffer, afgeleid moet worden zodat men zijn slag kan slaan. Ze heeft af en toe een bijbaantje als prostituee of doet stripteases om een extra zakcentje te verdienen.
Ze heeft om de week een nieuw vriendje dat meestal illegaal hier verblijft of crimineel blijkt, waardoor ze hen ook zo weer kwijt raakt. Ze is meelevend en lief, maar kan net zo goed vreselijk kattig worden.
In de derde film komt een van de vaders van de familie, na jaren in de gevangenis gezeten te hebben, langs. Het blijkt dat Ma in verwachting van haar derde kind was toen zij hem het huis uitzette, wat impliceert dat de man de vader van dochter Kees is.

### Jacques "Sjakie" van Kooten
Sjakie is sociaal medewerker, ambtenaar bij de gemeente, eindeloos naïef en solidair richting de familie. Iedereen die een vinger richting de Flodders wijst kan van Sjakie een donderpreek verwachten. Hij probeert vooral in gemeentevergaderingen om de brij heen te draaien om onverkwikkelijkheden met de familie te verdoezelen door dure termen te gebruiken. Hij rijdt in een groene eend. In één aflevering (Zalig uiteinde) krijgt hij een nieuwe auto: een Citroën AX Furio, maar die wordt in dezelfde aflevering nog opgeblazen door een vliegtuigbom. De Flodders kijken maar weinig naar Sjakie om, maar ze kunnen niet zonder hem. Als er bij de Flodders door hun schuld flinke schade is ontstaan, probeert de familie meestal bij Sjakie een groot geldbedrag terug te eisen. Sjakie is een typische pechvogel en komt ook vaak in de problemen. In de film Flodder in Amerika! ondergaat hij per ongeluk een geslachtsoperatie.
Aan het einde van sommige afleveringen van de televisieserie belandt Sjakie in het ziekenhuis, achter de tralies of is hij gewond. Ook in de eerste Flodder-film belandt Sjakie uiteindelijk in het ziekenhuis.
In de laatste aflevering van het vijfde seizoen (Quarantaine) raakt zoon Kees besmet met het dodelijke enola-virus. Het hele gezin en Sjakie, die net op het punt stond naar Afrika te gaan, worden in quarantaine gezet. De familie weet echter te genezen van het virus door de zelfgemaakte soep van Ma Flodder op te eten. Sjakie heeft echter niks van de soep gegeten. Eerst lijkt er niets met hem aan de hand, maar terwijl hij in het vliegtuig naar Afrika vliegt blijkt hij toch besmet te zijn geraakt met het enola-virus. Een paar dagen later staat in de Zonnedaelse krant dat er een hele Afrikaanse stam is uitgeroeid omdat deze besmet was geraakt met het enola-virus nadat de stam voor het eerst bezoek had gehad van iemand uit de westerse wereld. Vervolgens verzucht Ma Flodder dat Sjakie van de soep had moeten eten.
In de aflevering Computerkoorts is in de gemeentecomputer te zien dat Sjakie geboren is op 4 mei 1953. Ook zijn adres is vermeld: Buitenoorddreef 244, alsmede zijn salaris van mei: 3466 gulden en 50 cent.

### Opa Flodder
Opa is een gepensioneerd medewerker van de Nederlandse Spoorwegen. Hij is altijd gekleed in een stationschefuniform van de NS en zit in een rolstoel. Hij is gek van treinen en bezit veel speelgoed in de vorm van rails, wagons, elektrische locomotieven en andere accessoires. Opa zoekt regelmatig ontspanning bij een overweg om tot rust te komen. Hij kan niet meer praten en communiceert door middel van een conducteursfluitje en een seinbord.
De Flodders zien opa als vreemdeling, omdat ze niet echt zeker weten of hij wel familie is. Hij is ooit meegekomen met een tante en sindsdien is hij gebleven, maar hij wordt behandeld als een stuk vuilnis. Zo moet hij bijvoorbeeld eten proeven om te kijken of het nog vers is, dienen als wasrek of als proefkonijn bij de meest gevaarlijke testjes. Opa krijgt in de televisieserie een gouden medaille omdat hij de eerste stoomtreinstoker was van Nederland. Dit zou opa over de 150 jaar maken, omdat de eerste stoomtrein al in 1839 reed tussen Haarlem en Amsterdam. Ook heeft opa flink gespaard: in zijn speelgoedtreintjes blijkt 825.000 gulden verstopt te zitten. Van dit geld kopen de Flodders in de eerste film het huis, waardoor de gemeente hen er niet meer uit kan zetten. Het huis wordt aan het eind van de film echter opgeblazen, en de Flodders zijn niet verzekerd. De gemeente laat het huis herbouwen (terwijl de familie in Amerika zit) en de familie mag weer terugkeren om het experiment voort te zetten.
Opa wordt in de film Flodder buiten beeld overreden door een stoptrein. In de televisieserie kan hij, in de aflevering Bijwerkingen, opeens weer lopen en praten, nadat Toet en Henkie hem hebben opgegeven als proefkonijn voor een verjongingskuur om zodoende geld te verdienen. In de derde film blijkt hij alsnog te kunnen lopen. Mogelijk heeft hij zodoende het treinongeluk in de eerste film overleefd.

### Toet en Henkie Flodder
Dochter Toet (11 jaar) en zoon Henkie (10 jaar) zijn de twee jongste kinderen. Ze worden vrijwel niet opgevoed en gaan met tegenzin van iedereen – zelfs hun moeder vindt het onzin – naar school waar ze dan ook meer kattenkwaad uithalen dan iets leren. Later willen zij tevens de handel in en ze oefenen regelmatig door strafbare praktijken uit te voeren. Als ze niks te doen hebben, dwalen ze, op verzoek van Ma, door de wijk om te kijken of er misschien ergens een huis openstaat of een dier losloopt. Toet en Henkie komen, na een middagje speuren, bijna altijd wel met iets leuks thuis. Bijvoorbeeld nieuwe gouden sieraden, bestek, elektrische apparatuur of een ontvoerde kip, vis of eend voor het avondeten. In de tv-serie blijkt dat Henkie ook zeer handig is met computers, zo hackt hij bijvoorbeeld de centrale computer van de gemeente. Uit de aflevering Op heterdaad blijkt dat Henkies vader een uitsmijter was, die zich na zijn dood in zijn uniform liet begraven. De rollen van Toet en Henkie zijn in totaal drie keer gerecast.

### Whisky
Whisky is een zwarte bouvier en het trouwe huisdier van de familie Flodder. Hij doet op zijn manier zijn best om de familie te helpen, maar vaak wordt dit door de familie niet begrepen. Whisky heeft de gewoonte om postbodes en de krantenjongen aan te vallen. In de eerste film werd Whisky vertolkt door de honden Boris en Wodan, in de andere twee films en in de tv-serie door Blitz (Boef van de Vianahoeve). Laatstgenoemde overleed in oktober 2001. Coen van Vrijberghe de Coningh sprak in de aflevering De hondlanger de 'stem' van Whisky in.

### Typische uitspraken van de hoofdpersonages
| Uitspraak                                       | Wie over wie of wat    | Uitleg | Wanneer                                               |
| ----------------------------------------------- | ---------------------- | --- | ----------------------------------------------------- |
| Maar buurman, wat doet u nu?                    | Dochter Kees           | Tegen de buurman in de garage | Film: Flodder                                         |
| 't Blijft toch je zoon, hè.                     | Ma over Johnnie        | Als Johnnie zijn verloving met Yolanda aankondigt | Film: Flodder                                         |
| 't Blijft toch je huis, hè.                     | Ma over haar huis      | Als ze haar huis moet achterlaten om naar Amerika te gaan | Film: Flodder in Amerika!                             |
| 't Blijft toch je dochter, hè.                  | Ma over dochter Kees   | Na Kees haar optreden in de club van Rosenbaum | Film: Flodder in Amerika!                             |
| 't Blijven toch je buren, hè.                   | Ma over haar buren     | Nadat al de buren weg zijn omdat Zonnedael afgebrand is | Film: Flodder 3                                       |
| 't Blijft toch je moeder, hè.                   | Zoon Kees over ma      | Als ma tijdens het eten verliefd naar Vitorio kijkt | Seizoen 1, aflevering 8: Latin Lover 2                |
| 't Blijft toch je broer, hè.                    | Johnnie over zoon Kees | Je kan hem (Kees) toch moeilijk in het bos afzetten nadat Kees bekakt deed                                                                                                | Seizoen 1, aflevering 10: Goed gedrag                 |
| 't Blijft toch je zoon, hè.                     | Ma over Johnnie        | Als Johnnie zogezegd met Candy gaat trouwen | Seizoen 1, aflevering 13: De mooiste dag van je leven |
| 't Blijft toch je moeder, hè.                   | Johnnie over ma        | Ma had ooit verteld: Als ik begin af te takelen moet je me maar omleggen. Johnnie vertelde aan Sjakie dat Ma hem dat ooit verteld had, Maar 't blijft toch je moeder, hè. | Seizoen 2, aflevering 1: De dubbelgangster            |
| Kijk, ze moeten niet aan m'n jongens komen, hè. | Ma Flodder             | Tegen Vince (de bokser) | Seizoen 2, aflevering 2: In de ring                   |
| 't Blijft toch een gevoelig moment, hè.         | Ma over dochter Kees   | Als de foto voor het trouwen wordt genomen bij de voordeur | Seizoen 2, aflevering 6: Penvriend                    |
| 't Blijft toch je dochter, hè.                  | Ma over Toet           | Nadat Toet weggelopen en ontvoerd is | Seizoen 2, aflevering 11: Ontvoerd                    |

### Bijrollen
Andere personages die regelmatig voorkomen zijn:
| Personage | Acteur/Actrice                                 | Periode                                                |
| --- | ---------------------------------------------- | ------------------------------------------------------ |
| Kareltje | Miguel Stigter                                 | 1986, 1993–1999                                        |
| Kareltje is een vriend van Johnnie, die met een plat Haags accent praat. Hij helpt Johnnie regelmatig aan "werk". Kareltje is echter niet bepaald betrouwbaar. Vaak blijkt er een luchtje aan Kareltjes klusjes te zitten en is Kareltje vervolgens niet te bereiken. |                                                |                                                        |
| Hennie | Laus Steenbeeke                                | 1994-1999                                              |
| Hennie is een vriend van Johnnie, die net als Kareltje, leuke klusjes voor Johnnie heeft. Hennie is betrouwbaarder en heeft betere klussen. Al helpen Johnnie en Kees hem vaak in de nesten door klussen te verprutsen. |                                                |                                                        |
| Buurvrouw Neuteboom | Lettie Oosthoek                                | 1986–1999                                              |
| Buurvrouw Neuteboom staat altijd door de gordijnen te spioneren om te kijken wat dat "schorriemorrie" nu weer loopt uit te spoken. In de eerste film wordt ze als Clarissa aangesproken, maar in de volgende films en de serie heet ze Tilly. |                                                |                                                        |
| Buurman Neuteboom | Bert André                                     | 1986–1999                                              |
| Buurman Neuteboom maakt zich niet zo heel druk om zijn buren, maar wordt af en toe wel een beetje moe van zijn echtgenote. Hij heeft stiekem een oogje op dochter Kees. De voornaam van buurman Neuteboom is Ed, maar in de eerste film heet hij Arie. Een bekende scène in Flodder is dat dochter Kees buurman Neuteboom verleidt in zijn garage, waarbij dochter Kees de woorden Buurman, wat doet u nu? sprak. Dit was echter een chantagepoging van dochter en zoon Kees om een nieuwe auto te bemachtigen. Neuteboom is in de eerste film namelijk eigenaar van een autogarage van Citroën. Zoon Kees nam ongezien een foto van de twee in de garage. Johnnie en Kees gaan later bij de autogarage van Neuteboom langs en zoeken een nieuwe auto uit. Hierop vraagt Neuteboom: Hoe willen de heren betalen?, waarop Johnnie antwoordt: Polaroid. |                                                |                                                        |
| De wethouder | Frans Kokshoorn, Jurg Molenaar, Edmond Classen | 1986 (Kokshoorn), 1992 (Molenaar), 1993–1999 (Classen) |
| De wethouder is de meerdere van Sjakie, en heeft diep in zijn hart een grote minachting voor hem. Hij heeft op aandringen van Sjakie besloten om het experiment met de Flodders te starten, maar heeft daar al vanaf het begin spijt van. Hij walgt van de Flodders en manieren om hen weg te krijgen zodat de elitewijk van zijn gemeente weer een goed aanzien krijgt grijpt hij dan ook graag aan. |                                                |                                                        |
| Van Putten | Dick Scheffer, Hans van Hechten                | 1986 (Scheffer), 1993–1999 (Van Hechten)               |
| Van Putten is de eigenaar van de rijdende winkel die regelmatig Zonnedael bezoekt. Daar Zonnedael geen winkelcentrum heeft zijn de inwoners voor hun dagelijkse boodschappen van hem afhankelijk. In de eerste film dringt Ma Flodder voor en krijgt ruzie met de andere klanten waarbij een schermutseling ontstaat en Van Putten buiten westen raakt. De rijdende winkel raakt van zijn rem en slaat op hol in het heuvelrijke Zonnedael en komt uiteindelijk op een snelweg tot stilstand. |                                                |                                                        |
| Buurvrouw Vonk | Marloes van den Heuvel                         | 1993–1999                                              |
| Buurvrouw Vonk is een van de buurvrouwen die, net als buurvrouw Neuteboom, maar al te graag van de Flodders af wil. Haar voornaam is Liesbeth. |                                                |                                                        |

## Overige rollen
| Naam personage                      | Rol                                                                    | Aflevering | Acteur                                                                   |
| ----------------------------------- | ---------------------------------------------------------------------- | ---------- | ------------------------------------------------------------------------ |
| Jefke van der Valk                  | Whiskykoper                                                            | S1E01      | Walter Quartier                                                          |
| Emiel                               | Voorzitter tennisclub                                                  | S1E01      |                                                                          |
| Gé Bruinsma                         | Deelnemer gemeenteraadsverkiezingen                                    | S1E03      | Hans van den Berg                                                        |
| Katherine Koek                      | Presentatrice V TV                                                     | S1E03      |                                                                          |
| Arie en Bernard                     | Vrienden Johnny, donateurs campagne gemeenteraadsverkiezingen Kees     | S1E03      | Rik Hoogendoorn                                                          |
| Joop                                | Eigenaar café                                                          | S1E04      |                                                                          |
| Van Burg                            | Afdelingshoofd Sjakie                                                  | S1E04      | Arthur Boni                                                              |
| Hans & Betty Bantuma                | Achterneef en -nicht freule Flodeur                                    | S1E06      | Paul R. Kooij (speelde Hans Bantuma) Marjan Luif (speelde Betty Bantuma) |
| Notaris Brouwer                     | Notaris freule Flodeur                                                 | S1E06      | Kees Coolen                                                              |
| Freule Flodeur                      | Oudtante van Ma Flodder                                                | S1E06      |                                                                          |
| Leo                                 | Vriend Johnny                                                          | S1E07      | Michiel Romeyn                                                           |
| Vittorio                            | Kennis Leo (Italiaanse onderduiker bij de Flodders)                    | S1E07      | Edwin de Vries                                                           |
| Berdien                             | Bestuurslid Oranjevereniging Zonnedeal                                 | S1E09      |                                                                          |
| Mijndert                            | Bestuurslid Oranjevereniging Zonnedeal                                 | S1E09      | Hans Leendertse                                                          |
| Guus                                | Bestuurslid Oranjevereniging Zonnedeal                                 | S1E09      |                                                                          |
| Schlemmer                           | Neef van Sjakie (medewerker van kunstzaken)                            | S1E09      | Serge-Henri Valcke                                                       |
| Beatrix                             | Koningin                                                               | S1E09      | Carla van Amstel                                                         |
| Claus                               | Prins                                                                  | S1E09      | Jan Hundling                                                             |
| Dhr. Mertens                        | Verzekeringsagent Zekerheid & De Waarborg                              | S1E11      | Adriaan Olree                                                            |
| Chris                               | Vondeling (baby)                                                       | S1E12      |                                                                          |
| Maria                               | Moeder van vondeling                                                   | S1E12      | Cynthia Abma                                                             |
| Candy                               | Vriendin Johnny                                                        | S1E13      |                                                                          |
| Theo                                | Ontsnapte vriend van Johnny                                            | S1E13      |                                                                          |
| Bernard                             | Buurtgenoot Flodders                                                   | S2E01      |                                                                          |
| Marcel                              | Buurtgenoot Flodders                                                   | S2E01      |                                                                          |
| Ria                                 | Vrouw van Marcel                                                       | S2E01      |                                                                          |
| Mevrouw Smit                        | Dubbelgangster Ma Flodder                                              | S2E01      |                                                                          |
| Madame Carner                       | Gemeentemedewerkster zustergemeente Zonnedeal (Nouveau Riche)          | S2E01      | Juliëtte de Wijn                                                         |
| Monsieur Duran                      | Gemeentemedewerker zustergemeente Zonnedeal (Nouveau Riche)            | S2E01      | Serge-Henri Valcke                                                       |
| Vince Schaeffer                     | Bokser (landelijk jeugdkampioen)                                       | S2E02      | Victor Reinier                                                           |
| Harry                               | Vriend Johnny                                                          | S2E02      |                                                                          |
| Bert Raadman                        | Inspecteur sociale dienst                                              | S2E03      | Hans Beijer                                                              |
| Danny Vink                          | Ex-vriend Ma Flodder                                                   | S2E03      | Ernst Daniël Smid                                                        |
| Loek                                | Zakenpartner Johnny en Kareltje (eigenaar Lucky Loek Amusementspaleis) | S2E04      |                                                                          |
| Dhr. Vink                           | Blinde hardloper                                                       | S2E04      | Martin Brozius                                                           |
| Hanny                               | Vrouw Loek                                                             | S2E04      |                                                                          |
| Dennis                              | Uitvaartverzorger (neef van Neuteboom)                                 | S2E05      | Frank Houtappels                                                         |
| Anton                               | Helpt met verwerken rouwproces Ma Flodder                              | S2E05      | Jon van Eerd                                                             |
| Dhr. De Groot (eerder dhr. Mertens) | Verzekeringsagent Zekerheid & De Waarborg                              | S2E05      | Adriaan Olree                                                            |
| Koude Arie                          | Crimineel (penvriend Kees)                                             | S2E06      | Hajo Bruins                                                              |
| Koos                                | Compagnon Koude Arie                                                   | S2E06      |                                                                          |
| Barbara                             | Goede kennis Johnny, tegen betaling verliefd op Kees                   | S2E07      |                                                                          |
| Brigitte                            | Tennismeisje                                                           | S2E07      |                                                                          |
| Jan                                 | Politieagent, vriendje Kees                                            | S2E09      | Roef Ragas                                                               |
| Gina                                | Vriendin Johnny                                                        | S2E10      | Leontine Ruiters                                                         |
| Inspecteur De Jong                  | Inspecteur                                                             | S2E10      | Ferd Hugas                                                               |
| Jeffrey                             | Zogenaamde broer van Gina                                              | S2E10      | Sander de Heer                                                           |
| Belle                               | André in vrouwenkleding (kennis Johnny)                                | S2E12      |                                                                          |
| Ton Scholten                        | Psycholoog                                                             | S3E01      |                                                                          |

## Achtergrond

### Opnamelocaties
De serie speelt zich af in de fictieve wijk Zonnedael van de fictieve stad Amstelhaege. De wijk is gebaseerd op de villawijk Kollenberg in Sittard, waar tevens gedeeltes van de films zijn opgenomen.
Voor de eerste film werd de straat van Flodder (met de huizen van Flodder, Neuteboom en de overburen) opgebouwd op de wielerbaan van Spaarnwoude. De overige scènes van de wijk werden opgenomen in Sittard, terwijl diverse andere scènes in België werden gedraaid (zo is het stadhuis dat te zien is, in werkelijkheid dat van de Brusselse voorstad Sint-Gillis. De eerste woning van de Flodders lag in Sint-Jans-Molenbeek. Als ze onderweg zijn naar Zonnedael, rijden ze door de Stalingradlaan, door de Tervurentunnel, en tevens ook over het Montgomeryplein en de Tervurenlaan in Sint-Pieters-Woluwe).
Voor de overige films en tv-serie werd een permanente wijk gebouwd op het terrein van First Floor Features in Almere. Alle villa's bestonden alleen uit een voor en zijgevel. De opnames binnenshuis, alsmede de opnames in de tuin van Flodder werden binnen opgenomen in de studio van First Floor Features. De wijk was op zijn grootst in 1995 en bestond toen uit twaalf villa's. Nadat de opnames van de tv-serie eind 1997 klaar zijn, is de wijk gebruikt als oefenterrein voor de plaatselijke brandweer in februari 2000.

### Dvd
In 2000 verscheen de eerste film op dvd. In 2003 werd de complete serie verspreid over tien losse dvd's uitgebracht. De derde film verscheen in augustus 2001 op dvd. In september 2006 verscheen de complete serie in een dvd-box. In 2010 verscheen uiteindelijk Flodder in Amerika! op dvd. Door een drukfout staat de aflevering "Doodziek" van seizoen 2 niet vermeld op de hoes, deze is wel aanwezig. Hierdoor staat op de verzamelbox een onjuist totaal aantal afleveringen vermeld, namelijk 61 in plaats van 62. In 2016 verschenen alle drie de films opnieuw op dvd en voor het eerst op blu-ray. Hierbij werd gebruik gemaakt van een nieuwe transfer.

### Mogelijke terugkeer
In 2007 waren er plannen voor een nieuwe televisieserie van 26 afleveringen over de familie Flodder door Eyeworks op SBS6. Door een conflict over de rechten en over het budget ging dit uiteindelijk niet door. Het gerucht ging dat Olga Zuiderhoek de rol van Ma Flodder ging spelen. In het najaar van 2015 stond er een musical over Flodder door Albert Verlinde en Dick Maas in de planning. Dit is tot op heden nog niet gebeurd.

### Herhalingsvergoeding
Nelly Frijda, Stefan de Walle, Lou Landré en de erven van Coen van Vrijberghe de Coningh hebben in 2008 een bodemprocedure aangespannen tegen RTL Nederland wegens het lange tijd niet ontvangen van een herhalingsvergoeding. In 2011 werden zij in het gelijk gesteld.

### Reünie

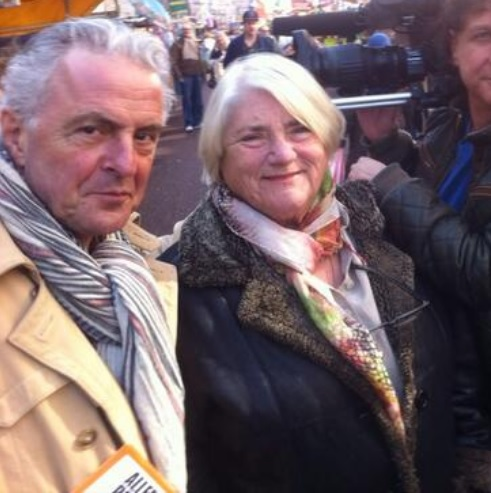
Huub Stapel en Nelly Frijda in 2014

Voor de boekpresentatie Buurman, wat doet u nu? van Dick Maas op 13 april 2017 kwamen Huub Stapel en Tatjana Šimić nog één keer speciaal bij elkaar.
Een jaar eerder (februari 2016) stond Šimić in de rol van dochter Kees op de cover van Veronica Magazine. In mei 2017 stond in hetzelfde magazine Rogier van de Weerd op de foto in zijn rol van Henkie.
Nelly Frijda en Huub Stapel waren in 2014 beiden aangesloten bij de politieke partij Red Amsterdam.
In 2020 spraken Nelly Frijda, Huub Stapel, René van 't Hof, Lou Landre, Tatjana Šimić en Stefan de Walle over hun rol in de documentaire De Dick Maas Methode.

## Trivia
- Tijdens de koningsvaart in 2013 werd er live bij het Eye filmmuseum in Amsterdam-Noord een ode gebracht aan Flodder voor koning Willem-Alexander. De familie Flodder reed in de bekende roze auto voorbij. De scènes werden niet gespeeld door de originele acteurs.[13][14] De rol van Johnnie werd gespeeld door Dennis Overeem, zoon Kees door Rick Paul van Mulligen, dochter Kees door Medi Broekman (nichtje René van 't Hof) en Opa Flodder door Victor Löw. Onbekend is wie Ma Flodder vertolkte.
- In de eerste Flodder-film wordt een Chevrolet Caprice Classic 1973 gebruikt. In de eerste seizoenen van de televisieserie tot na Flodder 3 wordt een Chevrolet Impala gebruikt. Na Flodder 3 is er weer een Chevrolet Caprice Classic uit 1973 in gebruik genomen.
- In seizoen 5, aflevering 6 ("Egotrip") van de televisieserie speelt Huub Stapel, de originele vertolker van Johnnie Flodder, een gastrol als het louche figuur Paolo. Op een bepaald moment geven beide vertolkers van Johnnie – Stapel en Van Vrijberghe de Coningh – elkaar een hand.
- In 2016 publiceerden twee fans een Flodder Filmlocatie Tour[15] op YouTube met een voorwoord van Dick Maas en Dave Schram.[16]
- Tijdens carnaval 2018 maakte een carnavalsvereniging uit het Noord-Limburgse Broekhuizen een parodie op de originele serie in het lokale dialect.[17] Het filmpje trok zelfs de aandacht van de bedenker.[18]
- Een oplettende kijker die Flodder bekijkt, zou overeenkomsten kunnen zien met de succesvolle Amerikaanse comedyserie The Beverly Hillbillies uit de jaren zestig over een boerenfamilie die miljonair wordt doordat er olie op hun land wordt gevonden. Schrijver Dick Maas begrijpt dat. 'Maar,' zo schreef hij in zijn blog Wild Geraas, 'bij het schrijven heb ik daar nooit aan gedacht, maar het zat natuurlijk wel ergens onbewust in mijn achterhoofd.'